# Ібіс сивоперий
Ібіс сивоперий (Threskiornis melanocephalus) — птах з родини ібісових.

## Опис
Ібіс сивоперий довжиною приблизно від 50 до 90 см, самці трохи більше ніж самки. Дзьоб довгий, тонкий і зігнутий вниз. Оперення повністю забарвлені в білий колір. Передня частина шиї, а також голова не мають пір'я, на цих місцях видно чорна шкіра. Обидві статі мають однакове забарвлення оперення.

## Поширення
Цей вид поширений в Індії, Пакистані, Бірмі і Таїланді, відомі зальоти в південне Примор'я. Його найближчі родичі — це священний та Threskiornis molucca. Птахи живуть переважно поблизу водойм.

## Розмноження
Ібіс сивоперий гніздиться у колоніях, частково з іншими видами ібісів. Гніздо знаходиться на землі, в підліску або на деревах. Самка відкладає від 2 до 4 яєць, які висиджує приблизно 21 день. При годуванні пташеня неодноразово хапає своїм дзьобом за дзьоб батьківської особини, після чого та відригує зміст глотки пташеняті. Молоді птахи стають самостійними приблизно через 5—6 тижнів.

## Живлення
Своїм довгим дзьобом ібіс риється в землі або осадових породах у пошуках комах, раків та інших дрібних тварин. Принагідно маленькі гризуни або рептилії також можуть стати його здобиччю.

## Інше
Зграї птахів літають переважно лінійним або клиноподібним ладом.